# Ртвелі
«Ртвелі» (груз. რთველი) — традиційне грузинське свято збору врожаю винограду. Супроводжується застіллями, співами та танцями.

## Час проведення
Свято не прив'язане до конкретної дати, а залежить від дати збору врожаю винограду в конкретних куточках країни. Це відбувається зазвичай в кінці вересня у східній Грузії та в середині жовтня — в західній і святкується 5-7 днів. В більш холодному краї Рача-Лечхумі свято починається раніше, а в Кахеті майже перед заморозками. Чим більш спекотне і сухе літо, тим раніше починається збір.

## Святкування
Ртвелі — це сімейне свято. За традицією на нього приїжджають всі родичі виноробів та допомагають збирати врожай.. Зібраний виноград давиться у великих чанах. Далі видавлений сік зливають в чисту ємність і залишають бродити. Кожен вечір свята супроводжується частими застіллями з виконанням народних пісень, танцями, багатоголосими співами. Під час свята на столах завжди велика кількість страв, що у грузин символізує багатство нового урожаю та достаток протягом всього року. Під час Ртвелі вживають минулорічне вино, щоб звільнити посуд для нового врожаю. Перший тост піднімає господар сім'ї: «За рідну землю!».